# Teresina de Goiás
Teresina de Goiás este un oraș în Goiás (GO), Brazilia.